# Sulfolipid
Sulfolipidi su klasa lipida koji poseduju sumporne funkcionalne grupe. Jedan od najčešćih konsituenta sulfolipida je sulfohinovoza, koja je acilovana forma sulfohinovosil diacilglicerola. U biljakama, sulfolipidi su važni intermedijari u sumpornog ciklusa.

## Literatura
1. ↑  Harwood, John L.; Nicholls, Rodney G. (1979). „The plant sulfolipid.  A major component of the sulfur cycle”. Biochemical Society Transactions. 7 (2): 440—7. PMID 428677.